# 3. Liga 2025-26
La temporada 2025-26 de la 3. Liga corresponde a la 18.ª edición de la Tercera División de Alemania. La fase regular comenzó a disputarse el 1 de agosto de 2025 y terminará el 16 de mayo de 2026.

## Sistema de competición
Participan en la 3. Liga 20 clubes que, siguiendo un calendario establecido por sorteo, se enfrentan entre sí en dos partidos, uno en terreno propio y otro en campo contrario. El ganador de cada partido tiene tres puntos, el empate otorga un punto y la derrota, cero puntos.
El torneo se disputa entre los meses de agosto de 2025 y mayo de 2026. Al término de la temporada, los dos primeros clasificados ascenderán a la 2. Bundesliga, el tercer clasificado disputará su ascenso, con el antepenúltimo clasificado de la 2. Bundesliga y el cuarto de la tabla, clasificará a la Copa de Alemania de la siguiente temporada. Por otro lado, los cuatro últimos de la tabla, descenderán automáticamente a la Regionalliga.

## Relevo anual de clubes
| Pos  | Descendidos de la 2. Bundesliga |
| ---- | ------------------------------- |
| 17.º | Ulm                             |
| 18.º | Jahn Ratisbona                  |

| Pos | Ascendidos de la 3. Liga |
| --- | ------------------------ |
| 1.º | Arminia Bielefeld        |
| 2.º | Dinamo Dresde            |

| Pos  | Descendidos de la 3. Liga |
| ---- | ------------------------- |
| 17.º | Borussia Dortmund II      |
| 18.º | Hannover 96 II            |
| 19.º | Sandhausen                |
| 20.º | Unterhaching              |

| Pos     | Ascendidos de la Regionalliga |
| ------- | ----------------------------- |
| West    | Duisburgo                     |
| Südwest | Hoffenheim II                 |
| Bayern  | Schweinfurt 05                |
| Prom.   | Havelse                       |

## Clubes participantes
| Club             | Ciudad          | Estadio                      | Aforo  |
| ---------------- | --------------- | ---------------------------- | ------ |
| 1860 Múnich      | Múnich          | Grünwalder Stadion           | 15 000 |
| Alemannia Aachen | Aquisgrán       | New Tivoli Stadion           | 32 960 |
| Duisburgo        | Duisburgo       | Schauinsland-Reisen-Arena    | 31 514 |
| Energie Cottbus  | Cottbus         | LEAG Energie Stadion         | 22 528 |
| Erzgebirge Aue   | Aue-Bad Schlema | Erzgebirgsstadion            | 16 485 |
| Hansa Rostock    | Rostock         | Ostseestadion                | 29 000 |
| Havelse          | Garbsen         | Wilhelm-Langrehr-Stadion     | 19 700 |
| Hoffenheim II    | Sinsheim        | Dietmar-Hopp-Stadion         | 6350   |
| Ingolstadt 04    | Ingolstadt      | Audi Sportpark               | 15 200 |
| Jahn Ratisbona   | Ratisbona       | Jahnstadion Regensburg       | 15 224 |
| Osnabrück        | Osnabrück       | Stadion an der Bremer Brücke | 15 741 |
| Saarbrücken      | Saarbrücken     | Ludwigsparkstadion           | 16 000 |
| Rot-Weiss Essen  | Essen           | Stadion an der Hafenstraße   | 19 962 |
| Schweinfurt 05   | Schweinfurt     | Sachs-Stadion                | 15 662 |
| Stuttgart II     | Stuttgart       | WIRmachenDRUCK Arena         | 10 000 |
| Ulm              | Ulm             | Donaustadion                 | 19 500 |
| SC Verl          | Verl            | Sportclub Arena              | 10 000 |
| Viktoria Colonia | Colonia         | Sportpark Höhenberg          | 8343   |
| Waldhof Mannheim | Mannheim        | Carl-Benz-Stadion            | 24 302 |
| Wehen Wiesbaden  | Wiesbaden       | BRITA-Arena                  | 15 295 |

1. ↑  TSV Havelse tiene como sede principal el Eilenriedestadion, debido a que su estadio el Wilhelm-Langrehr-Stadion no cumplió con los requisitos de la 3. Liga. Para partidos de alto riesgo jugará en el Heinz-von-Heiden Arena de la ciudad de Hannover.[3]
2. ↑  Stuttgart II tiene como sede principal el WIRmachenDRUCK Arena, debido a que su estadio el Robert-Schlienz-Stadion no cumplió con los requisitos de la 3. Liga.[4]

### Equipos por estados federados
| Región                      | N.º | Equipos                                                               |
| --------------------------- | --- | --------------------------------------------------------------------- |
| Renania del Norte-Westfalia | 5   | Alemannia Aachen, Duisburgo, Rot-Weiss Essen, Verl y Viktoria Colonia |
| Baden-Wurtemberg            | 4   | Hoffenheim II, Stuttgart II, Ulm y Waldhof Mannheim                   |
| Baviera                     | 4   | 1860 Múnich, Ingolstadt 04, Jahn Ratisbona y Schweinfurt 05           |
| Baja Sajonia                | 2   | Havelse y Osnabrück                                                   |
| Brandeburgo                 | 1   | Energie Cottbus                                                       |
| Hesse                       | 1   | Wehen Wiesbaden                                                       |
| Mecklemburgo-Pomerania      | 1   | Hansa Rostock                                                         |
| Sajonia                     | 1   | Erzgebirge Aue                                                        |
| Sarre                       | 1   | Saarbrücken                                                           |

## Clasificación
| Pos. | Equipo           | Pts. | PJ | G | E | P | GF | GC | Dif. | Clasificación 2026-27                |
| ---- | ---------------- | ---- | -- | - | - | - | -- | -- | ---- | ------------------------------------ |
| 1    | Duisburgo        | 6    | 2  | 2 | 0 | 0 | 6  | 1  | +5   | Asciende a 2. Bundesliga             |
| 2    | Energie Cottbus  | 4    | 2  | 1 | 1 | 0 | 5  | 3  | +2   | Asciende a 2. Bundesliga             |
| 3    | Wehen Wiesbaden  | 4    | 2  | 1 | 1 | 0 | 5  | 3  | +2   | Promoción de ascenso a 2. Bundesliga |
| 4    | 1860 Múnich      | 4    | 2  | 1 | 1 | 0 | 4  | 2  | +2   |                                      |
| 5    | Hoffenheim II    | 4    | 2  | 1 | 1 | 0 | 4  | 2  | +2   |                                      |
| 6    | Saarbrücken      | 4    | 2  | 1 | 1 | 0 | 5  | 4  | +1   |                                      |
| 7    | Hansa Rostock    | 4    | 2  | 1 | 1 | 0 | 1  | 0  | +1   |                                      |
| 8    | Viktoria Colonia | 3    | 2  | 1 | 0 | 1 | 3  | 2  | +1   |                                      |
| 9    | Stuttgart II     | 3    | 2  | 1 | 0 | 1 | 3  | 3  | 0    |                                      |
| 10   | Ulm              | 3    | 2  | 1 | 0 | 1 | 2  | 3  | −1   |                                      |
| 11   | Verl             | 2    | 2  | 0 | 2 | 0 | 4  | 4  | 0    |                                      |
| 12   | Rot-Weiss Essen  | 2    | 2  | 0 | 2 | 0 | 2  | 2  | 0    |                                      |
| 13   | Havelse          | 2    | 2  | 0 | 2 | 0 | 1  | 1  | 0    |                                      |
| 14   | Ingolstadt 04    | 1    | 2  | 0 | 1 | 1 | 2  | 3  | −1   |                                      |
| 15   | Waldhof Mannheim | 1    | 2  | 0 | 1 | 1 | 2  | 3  | −1   |                                      |
| 16   | Erzgebirge Aue   | 1    | 2  | 0 | 1 | 1 | 0  | 1  | −1   |                                      |
| 17   | Alemannia Aachen | 1    | 2  | 0 | 1 | 1 | 2  | 4  | −2   | Desciende a Regionalliga             |
| 18   | Osnabrück        | 1    | 2  | 0 | 1 | 1 | 1  | 3  | −2   | Desciende a Regionalliga             |
| 19   | Jahn Ratisbona   | 1    | 2  | 0 | 1 | 1 | 1  | 5  | −4   | Desciende a Regionalliga             |
| 20   | Schweinfurt 05   | 0    | 2  | 0 | 0 | 2 | 0  | 4  | −4   | Desciende a Regionalliga             |

Actualizado a los partidos jugados el 10 de agosto de 2025.
 Fuente: DFB
Criterios de clasificación: 1) Puntos; 2) Diferencia de goles; 3) Goles marcados
Notas:
1. 1 2  Los equipos filiales no son elegibles para el ascenso.

## Evolución de la clasificación
- Actualizado el 10 de agosto de 2025.

| Equipo           | 01 | 02 | 03 | 04 | 05 | 06 | 07 | 08 | 09 | 10 | 11 | 12 | 13 | 14 | 15 | 16 | 17 | 18 | 19 | 20 | 21 | 22 | 23 | 24 | 25 | 26 | 27 | 28 | 29 | 30 | 31 | 32 | 33 | 34 | 35 | 36 | 37 | 38 |
| ---------------- | -- | -- | -- | -- | -- | -- | -- | -- | -- | -- | -- | -- | -- | -- | -- | -- | -- | -- | -- | -- | -- | -- | -- | -- | -- | -- | -- | -- | -- | -- | -- | -- | -- | -- | -- | -- | -- | -- |
| 1860 Múnich      | 8  | 4  |    |    |    |    |    |    |    |    |    |    |    |    |    |    |    |    |    |    |    |    |    |    |    |    |    |    |    |    |    |    |    |    |    |    |    |    |
| Alemannia Aachen | 12 | 17 |    |    |    |    |    |    |    |    |    |    |    |    |    |    |    |    |    |    |    |    |    |    |    |    |    |    |    |    |    |    |    |    |    |    |    |    |
| Duisburgo        | 3  | 1  |    |    |    |    |    |    |    |    |    |    |    |    |    |    |    |    |    |    |    |    |    |    |    |    |    |    |    |    |    |    |    |    |    |    |    |    |
| Energie Cottbus  | 4  | 2  |    |    |    |    |    |    |    |    |    |    |    |    |    |    |    |    |    |    |    |    |    |    |    |    |    |    |    |    |    |    |    |    |    |    |    |    |
| Erzgebirge Aue   | 13 | 16 |    |    |    |    |    |    |    |    |    |    |    |    |    |    |    |    |    |    |    |    |    |    |    |    |    |    |    |    |    |    |    |    |    |    |    |    |
| Hansa Rostock    | 14 | 7  |    |    |    |    |    |    |    |    |    |    |    |    |    |    |    |    |    |    |    |    |    |    |    |    |    |    |    |    |    |    |    |    |    |    |    |    |
| Havelse          | 15 | 13 |    |    |    |    |    |    |    |    |    |    |    |    |    |    |    |    |    |    |    |    |    |    |    |    |    |    |    |    |    |    |    |    |    |    |    |    |
| Hoffenheim II    | 16 | 5  |    |    |    |    |    |    |    |    |    |    |    |    |    |    |    |    |    |    |    |    |    |    |    |    |    |    |    |    |    |    |    |    |    |    |    |    |
| Ingolstadt 04    | 9  | 14 |    |    |    |    |    |    |    |    |    |    |    |    |    |    |    |    |    |    |    |    |    |    |    |    |    |    |    |    |    |    |    |    |    |    |    |    |
| Jahn Ratisbona   | 10 | 19 |    |    |    |    |    |    |    |    |    |    |    |    |    |    |    |    |    |    |    |    |    |    |    |    |    |    |    |    |    |    |    |    |    |    |    |    |
| Osnabrück        | 17 | 18 |    |    |    |    |    |    |    |    |    |    |    |    |    |    |    |    |    |    |    |    |    |    |    |    |    |    |    |    |    |    |    |    |    |    |    |    |
| Rot-Weiss Essen  | 11 | 12 |    |    |    |    |    |    |    |    |    |    |    |    |    |    |    |    |    |    |    |    |    |    |    |    |    |    |    |    |    |    |    |    |    |    |    |    |
| Saarbrücken      | 5  | 6  |    |    |    |    |    |    |    |    |    |    |    |    |    |    |    |    |    |    |    |    |    |    |    |    |    |    |    |    |    |    |    |    |    |    |    |    |
| Schweinfurt 05   | 20 | 20 |    |    |    |    |    |    |    |    |    |    |    |    |    |    |    |    |    |    |    |    |    |    |    |    |    |    |    |    |    |    |    |    |    |    |    |    |
| Stuttgart II     | 18 | 9  |    |    |    |    |    |    |    |    |    |    |    |    |    |    |    |    |    |    |    |    |    |    |    |    |    |    |    |    |    |    |    |    |    |    |    |    |
| Ulm              | 19 | 10 |    |    |    |    |    |    |    |    |    |    |    |    |    |    |    |    |    |    |    |    |    |    |    |    |    |    |    |    |    |    |    |    |    |    |    |    |
| Verl             | 6  | 11 |    |    |    |    |    |    |    |    |    |    |    |    |    |    |    |    |    |    |    |    |    |    |    |    |    |    |    |    |    |    |    |    |    |    |    |    |
| Viktoria Colonia | 2  | 8  |    |    |    |    |    |    |    |    |    |    |    |    |    |    |    |    |    |    |    |    |    |    |    |    |    |    |    |    |    |    |    |    |    |    |    |    |
| Waldhof Mannheim | 7  | 15 |    |    |    |    |    |    |    |    |    |    |    |    |    |    |    |    |    |    |    |    |    |    |    |    |    |    |    |    |    |    |    |    |    |    |    |    |
| Wehen Wiesbaden  | 1  | 3  |    |    |    |    |    |    |    |    |    |    |    |    |    |    |    |    |    |    |    |    |    |    |    |    |    |    |    |    |    |    |    |    |    |    |    |    |

|  |

## Resultados
- Los horarios corresponden al huso horario de Alemania (Hora central europea): UTC+1 en horario estándar y UTC+2 en horario de verano.

### Primera vuelta
| Jornada 1        | Jornada 1 | Jornada 1        | Jornada 1                  | Jornada 1   | Jornada 1 |
| Local            | Resultado | Visitante        | Estadio                    | Fecha       | Hora      |
| ---------------- | --------- | ---------------- | -------------------------- | ----------- | --------- |
| Rot-Weiss Essen  | 1 – 1     | 1860 Múnich      | Stadion an der Hafenstraße | 1 de agosto | 19:00     |
| Waldhof Mannheim | 2 – 2     | Verl             | Carl-Benz-Stadion          | 2 de agosto | 14:00     |
| Ingolstadt 04    | 1 – 1     | Jahn Ratisbona   | Audi Sportpark             | 2 de agosto | 14:00     |
| Osnabrück        | 0 – 0     | Alemannia Aachen | Bremer Brücke              | 2 de agosto | 14:00     |
| Energie Cottbus  | 3 – 3     | Saarbrücken      | LEAG Energie Stadion       | 2 de agosto | 14:00     |
| Hoffenheim II    | 0 – 0     | Havelse          | Dietmar-Hopp-Stadion       | 2 de agosto | 14:00     |
| Duisburgo        | 2 – 1     | Stuttgart II     | Schauinsland-Reisen-Arena  | 2 de agosto | 16:30     |
| Erzgebirge Aue   | 0 – 0     | Hansa Rostock    | Erzgebirgsstadion          | 3 de agosto | 13:30     |
| Viktoria Colonia | 2 – 0     | Schweinfurt 05   | Sportpark Höhenberg        | 3 de agosto | 16:30     |
| Wehen Wiesbaden  | 3 – 1     | Ulm              | BRITA-Arena                | 3 de agosto | 19:30     |

| Jornada 2        | Jornada 2 | Jornada 2        | Jornada 2              | Jornada 2    | Jornada 2 |
| Local            | Resultado | Visitante        | Estadio                | Fecha        | Hora      |
| ---------------- | --------- | ---------------- | ---------------------- | ------------ | --------- |
| Schweinfurt 05   | 0 – 2     | Energie Cottbus  | Sachs-Stadion          | 8 de agosto  | 19:00     |
| Saarbrücken      | 2 – 1     | Viktoria Colonia | Ludwigsparkstadion     | 9 de agosto  | 14:00     |
| Ulm              | 1 – 0     | Erzgebirge Aue   | Donaustadion           | 9 de agosto  | 14:00     |
| Havelse          | 1 – 1     | Rot-Weiss Essen  | Eilenriedestadion      | 9 de agosto  | 14:00     |
| Alemannia Aachen | 2 – 4     | Hoffenheim II    | New Tivoli Stadion     | 9 de agosto  | 14:00     |
| 1860 Múnich      | 3 – 1     | Osnabrück        | Grünwalder Stadion     | 9 de agosto  | 14:00     |
| Verl             | 2 – 2     | Wehen Wiesbaden  | Sportclub Arena        | 9 de agosto  | 16:30     |
| Jahn Ratisbona   | 0 – 4     | Duisburgo        | Jahnstadion Regensburg | 10 de agosto | 13:30     |
| Hansa Rostock    | 1 – 0     | Waldhof Mannheim | Ostseestadion          | 10 de agosto | 16:30     |
| Stuttgart II     | 2 – 1     | Ingolstadt 04    | WIRmachenDRUCK Arena   | 10 de agosto | 19:30     |

| Jornada 3        | Jornada 3 | Jornada 3        | Jornada 3                 | Jornada 3    | Jornada 3 |
| Local            | Resultado | Visitante        | Estadio                   | Fecha        | Hora      |
| ---------------- | --------- | ---------------- | ------------------------- | ------------ | --------- |
| Wehen Wiesbaden  | –         | Rot-Weiss Essen  | BRITA-Arena               | 22 de agosto | 19:00     |
| Stuttgart II     | –         | Verl             | WIRmachenDRUCK Arena      | 23 de agosto | 14:00     |
| Osnabrück        | –         | Saarbrücken      | Bremer Brücke             | 23 de agosto | 14:00     |
| Jahn Ratisbona   | –         | Schweinfurt 05   | Jahnstadion Regensburg    | 23 de agosto | 14:00     |
| Alemannia Aachen | –         | 1860 Múnich      | New Tivoli Stadion        | 23 de agosto | 14:00     |
| Hoffenheim II    | –         | Energie Cottbus  | Dietmar-Hopp-Stadion      | 23 de agosto | 14:00     |
| Duisburgo        | –         | Ulm              | Schauinsland-Reisen-Arena | 23 de agosto | 16:30     |
| Ingolstadt 04    | –         | Hansa Rostock    | Audi Sportpark            | 24 de agosto | 13:30     |
| Erzgebirge Aue   | –         | Havelse          | Erzgebirgsstadion         | 24 de agosto | 16:30     |
| Waldhof Mannheim | –         | Viktoria Colonia | Carl-Benz-Stadion         | 24 de agosto | 19:30     |

| Jornada 4        | Jornada 4 | Jornada 4        | Jornada 4                  | Jornada 4    | Jornada 4 |
| Local            | Resultado | Visitante        | Estadio                    | Fecha        | Hora      |
| ---------------- | --------- | ---------------- | -------------------------- | ------------ | --------- |
| Viktoria Colonia | –         | Jahn Ratisbona   | Sportpark Höhenberg        | 29 de agosto | 19:00     |
| Saarbrücken      | –         | Erzgebirge Aue   | Ludwigsparkstadion         | 30 de agosto | 14:00     |
| Energie Cottbus  | –         | Ingolstadt 04    | LEAG Energie Stadion       | 30 de agosto | 14:00     |
| Havelse          | –         | Osnabrück        | Eilenriedestadion          | 30 de agosto | 14:00     |
| 1860 Múnich      | –         | Stuttgart II     | Grünwalder Stadion         | 30 de agosto | 14:00     |
| Verl             | –         | Duisburgo        | Sportclub Arena            | 30 de agosto | 14:00     |
| Hansa Rostock    | –         | Hoffenheim II    | Ostseestadion              | 30 de agosto | 16:30     |
| Ulm              | –         | Waldhof Mannheim | Donaustadion               | 31 de agosto | 13:30     |
| Schweinfurt 05   | –         | Wehen Wiesbaden  | Sachs-Stadion              | 31 de agosto | 16:30     |
| Rot-Weiss Essen  | –         | Alemannia Aachen | Stadion an der Hafenstraße | 31 de agosto | 19:30     |

| Jornada 5        | Jornada 5 | Jornada 5        | Jornada 5                 | Jornada 5        | Jornada 5 |
| Local            | Resultado | Visitante        | Estadio                   | Fecha            | Hora      |
| ---------------- | --------- | ---------------- | ------------------------- | ---------------- | --------- |
| Jahn Ratisbona   | –         | Rot-Weiss Essen  | Jahnstadion Regensburg    | 12 de septiembre | 19:00     |
| Ingolstadt 04    | –         | Schweinfurt 05   | Audi Sportpark            | 13 de septiembre | 14:00     |
| Stuttgart II     | –         | Saarbrücken      | WIRmachenDRUCK Arena      | 13 de septiembre | 14:00     |
| Erzgebirge Aue   | –         | Viktoria Colonia | Erzgebirgsstadion         | 13 de septiembre | 14:00     |
| Hoffenheim II    | –         | Verl             | Dietmar-Hopp-Stadion      | 13 de septiembre | 14:00     |
| Duisburgo        | –         | Wehen Wiesbaden  | Schauinsland-Reisen-Arena | 13 de septiembre | 14:00     |
| Alemannia Aachen | –         | Ulm              | New Tivoli Stadion        | 13 de septiembre | 16:30     |
| Osnabrück        | –         | Hansa Rostock    | Bremer Brücke             | 14 de septiembre | 13:30     |
| Waldhof Mannheim | –         | Energie Cottbus  | Carl-Benz-Stadion         | 14 de septiembre | 16:30     |
| 1860 Múnich      | –         | Havelse          | Grünwalder Stadion        | 14 de septiembre | 19:30     |

| Jornada 6        | Jornada 6 | Jornada 6        | Jornada 6                  | Jornada 6        | Jornada 6 |
| Local            | Resultado | Visitante        | Estadio                    | Fecha            | Hora      |
| ---------------- | --------- | ---------------- | -------------------------- | ---------------- | --------- |
| Saarbrücken      | –         | Ulm              | Ludwigsparkstadion         | 16 de septiembre | 19:00     |
| Viktoria Colonia | –         | Hoffenheim II    | Sportpark Höhenberg        | 16 de septiembre | 19:00     |
| Wehen Wiesbaden  | –         | Jahn Ratisbona   | BRITA-Arena                | 16 de septiembre | 19:00     |
| Verl             | –         | Alemannia Aachen | Sportclub Arena            | 16 de septiembre | 19:00     |
| Schweinfurt 05   | –         | Duisburgo        | Sachs-Stadion              | 16 de septiembre | 19:00     |
| Waldhof Mannheim | –         | Stuttgart II     | Carl-Benz-Stadion          | 17 de septiembre | 19:00     |
| Energie Cottbus  | –         | Erzgebirge Aue   | LEAG Energie Stadion       | 17 de septiembre | 19:00     |
| Hansa Rostock    | –         | 1860 Múnich      | Ostseestadion              | 17 de septiembre | 19:00     |
| Havelse          | –         | Ingolstadt 04    | Eilenriedestadion          | 17 de septiembre | 19:00     |
| Rot-Weiss Essen  | –         | Osnabrück        | Stadion an der Hafenstraße | 17 de septiembre | 19:00     |

| Jornada 7        | Jornada 7 | Jornada 7        | Jornada 7                  | Jornada 7        | Jornada 7 |
| Local            | Resultado | Visitante        | Estadio                    | Fecha            | Hora      |
| ---------------- | --------- | ---------------- | -------------------------- | ---------------- | --------- |
| Saarbrücken      | –         | Schweinfurt 05   | Ludwigsparkstadion         | 19 de septiembre | 19:00     |
| Ingolstadt 04    | –         | Wehen Wiesbaden  | Audi Sportpark             | 20 de septiembre | 14:00     |
| Stuttgart II     | –         | Viktoria Colonia | WIRmachenDRUCK Arena       | 20 de septiembre | 14:00     |
| Osnabrück        | –         | Erzgebirge Aue   | Bremer Brücke              | 20 de septiembre | 14:00     |
| Alemannia Aachen | –         | Waldhof Mannheim | New Tivoli Stadion         | 20 de septiembre | 14:00     |
| Rot-Weiss Essen  | –         | Hansa Rostock    | Stadion an der Hafenstraße | 20 de septiembre | 14:00     |
| 1860 Múnich      | –         | Hoffenheim II    | Grünwalder Stadion         | 20 de septiembre | 16:30     |
| Havelse          | –         | Duisburgo        | Eilenriedestadion          | 21 de septiembre | 13:30     |
| Verl             | –         | Energie Cottbus  | Sportclub Arena            | 21 de septiembre | 16:30     |
| Ulm              | –         | Jahn Ratisbona   | Donaustadion               | 21 de septiembre | 19:30     |

| Jornada 8        | Jornada 8 | Jornada 8        | Jornada 8                 | Jornada 8        | Jornada 8 |
| Local            | Resultado | Visitante        | Estadio                   | Fecha            | Hora      |
| ---------------- | --------- | ---------------- | ------------------------- | ---------------- | --------- |
| Energie Cottbus  | –         | Stuttgart II     | LEAG Energie Stadion      | 26 de septiembre | 19:00     |
| Erzgebirge Aue   | –         | 1860 Múnich      | Erzgebirgsstadion         | 27 de septiembre | 14:00     |
| Hansa Rostock    | –         | Havelse          | Ostseestadion             | 27 de septiembre | 14:00     |
| Wehen Wiesbaden  | –         | Saarbrücken      | BRITA-Arena               | 27 de septiembre | 14:00     |
| Duisburgo        | –         | Ingolstadt 04    | Schauinsland-Reisen-Arena | 27 de septiembre | 14:00     |
| Schweinfurt 05   | –         | Alemannia Aachen | Sachs-Stadion             | 27 de septiembre | 14:00     |
| Waldhof Mannheim | –         | Rot-Weiss Essen  | Carl-Benz-Stadion         | 27 de septiembre | 16:30     |
| Jahn Ratisbona   | –         | Verl             | Jahnstadion Regensburg    | 28 de septiembre | 13:30     |
| Hoffenheim II    | –         | Ulm              | Dietmar-Hopp-Stadion      | 28 de septiembre | 16:30     |
| Viktoria Colonia | –         | Osnabrück        | Sportpark Höhenberg       | 28 de septiembre | 19:30     |

| Jornada 9        | Jornada 9 | Jornada 9        | Jornada 9                  | Jornada 9        | Jornada 9 |
| Local            | Resultado | Visitante        | Estadio                    | Fecha            | Hora      |
| ---------------- | --------- | ---------------- | -------------------------- | ---------------- | --------- |
| Saarbrücken      | –         | Duisburgo        | Ludwigsparkstadion         | 30 de septiembre | 19:00     |
| Stuttgart II     | –         | Wehen Wiesbaden  | WIRmachenDRUCK Arena       | 30 de septiembre | 19:00     |
| Hansa Rostock    | –         | Energie Cottbus  | Ostseestadion              | 30 de septiembre | 19:00     |
| Havelse          | –         | Waldhof Mannheim | Eilenriedestadion          | 30 de septiembre | 19:00     |
| Alemannia Aachen | –         | Erzgebirge Aue   | New Tivoli Stadion         | 30 de septiembre | 19:00     |
| Ulm              | –         | Schweinfurt 05   | Donaustadion               | 1 de octubre     | 19:00     |
| Osnabrück        | –         | Jahn Ratisbona   | Bremer Brücke              | 1 de octubre     | 19:00     |
| Rot-Weiss Essen  | –         | Hoffenheim II    | Stadion an der Hafenstraße | 1 de octubre     | 19:00     |
| 1860 Múnich      | –         | Viktoria Colonia | Grünwalder Stadion         | 1 de octubre     | 19:00     |
| Verl             | –         | Ingolstadt 04    | Sportclub Arena            | 1 de octubre     | 19:00     |

| Jornada 10       | Jornada 10 | Jornada 10       | Jornada 10                | Jornada 10   | Jornada 10   |
| Local            | Resultado  | Visitante        | Estadio                   | Fecha        | Hora         |
| ---------------- | ---------- | ---------------- | ------------------------- | ------------ | ------------ |
| Waldhof Mannheim | –          | Osnabrück        | Carl-Benz-Stadion         | 5 de octubre | 5 de octubre |
| Ingolstadt 04    | –          | Ulm              | Audi Sportpark            | 5 de octubre | 5 de octubre |
| Viktoria Colonia | –          | Havelse          | Sportpark Höhenberg       | 5 de octubre | 5 de octubre |
| Erzgebirge Aue   | –          | Rot-Weiss Essen  | Erzgebirgsstadion         | 5 de octubre | 5 de octubre |
| Energie Cottbus  | –          | Alemannia Aachen | LEAG Energie Stadion      | 5 de octubre | 5 de octubre |
| Wehen Wiesbaden  | –          | 1860 Múnich      | BRITA-Arena               | 5 de octubre | 5 de octubre |
| Jahn Ratisbona   | –          | Saarbrücken      | Jahnstadion Regensburg    | 5 de octubre | 5 de octubre |
| Duisburgo        | –          | Hansa Rostock    | Schauinsland-Reisen-Arena | 5 de octubre | 5 de octubre |
| Hoffenheim II    | –          | Stuttgart II     | Dietmar-Hopp-Stadion      | 5 de octubre | 5 de octubre |
| Schweinfurt 05   | –          | Verl             | Sachs-Stadion             | 5 de octubre | 5 de octubre |

| Jornada 11       | Jornada 11 | Jornada 11       | Jornada 11                 | Jornada 11    | Jornada 11    |
| Local            | Resultado  | Visitante        | Estadio                    | Fecha         | Hora          |
| ---------------- | ---------- | ---------------- | -------------------------- | ------------- | ------------- |
| Saarbrücken      | –          | Verl             | Ludwigsparkstadion         | 19 de octubre | 19 de octubre |
| Stuttgart II     | –          | Schweinfurt 05   | WIRmachenDRUCK Arena       | 19 de octubre | 19 de octubre |
| Ulm              | –          | Energie Cottbus  | Donaustadion               | 19 de octubre | 19 de octubre |
| Erzgebirge Aue   | –          | Waldhof Mannheim | Erzgebirgsstadion          | 19 de octubre | 19 de octubre |
| Osnabrück        | –          | Hoffenheim II    | Bremer Brücke              | 19 de octubre | 19 de octubre |
| Hansa Rostock    | –          | Wehen Wiesbaden  | Ostseestadion              | 19 de octubre | 19 de octubre |
| Havelse          | –          | Jahn Ratisbona   | Eilenriedestadion          | 19 de octubre | 19 de octubre |
| Alemannia Aachen | –          | Ingolstadt 04    | New Tivoli Stadion         | 19 de octubre | 19 de octubre |
| Rot-Weiss Essen  | –          | Viktoria Colonia | Stadion an der Hafenstraße | 19 de octubre | 19 de octubre |
| 1860 Múnich      | –          | Duisburgo        | Grünwalder Stadion         | 19 de octubre | 19 de octubre |

| Jornada 12       | Jornada 12 | Jornada 12       | Jornada 12                | Jornada 12    | Jornada 12    |
| Local            | Resultado  | Visitante        | Estadio                   | Fecha         | Hora          |
| ---------------- | ---------- | ---------------- | ------------------------- | ------------- | ------------- |
| Waldhof Mannheim | –          | 1860 Múnich      | Carl-Benz-Stadion         | 26 de octubre | 26 de octubre |
| Ingolstadt 04    | –          | Saarbrücken      | Audi Sportpark            | 26 de octubre | 26 de octubre |
| Viktoria Colonia | –          | Hansa Rostock    | Sportpark Höhenberg       | 26 de octubre | 26 de octubre |
| Energie Cottbus  | –          | Havelse          | LEAG Energie Stadion      | 26 de octubre | 26 de octubre |
| Wehen Wiesbaden  | –          | Alemannia Aachen | BRITA-Arena               | 26 de octubre | 26 de octubre |
| Jahn Ratisbona   | –          | Stuttgart II     | Jahnstadion Regensburg    | 26 de octubre | 26 de octubre |
| Duisburgo        | –          | Rot-Weiss Essen  | Schauinsland-Reisen-Arena | 26 de octubre | 26 de octubre |
| Hoffenheim II    | –          | Erzgebirge Aue   | Dietmar-Hopp-Stadion      | 26 de octubre | 26 de octubre |
| Verl             | –          | Ulm              | Sportclub Arena           | 26 de octubre | 26 de octubre |
| Schweinfurt 05   | –          | Osnabrück        | Sachs-Stadion             | 26 de octubre | 26 de octubre |

| Jornada 13       | Jornada 13 | Jornada 13       | Jornada 13                 | Jornada 13     | Jornada 13     |
| Local            | Resultado  | Visitante        | Estadio                    | Fecha          | Hora           |
| ---------------- | ---------- | ---------------- | -------------------------- | -------------- | -------------- |
| Viktoria Colonia | –          | Ingolstadt 04    | Sportpark Höhenberg        | 2 de noviembre | 2 de noviembre |
| Ulm              | –          | Stuttgart II     | Donaustadion               | 2 de noviembre | 2 de noviembre |
| Erzgebirge Aue   | –          | Jahn Ratisbona   | Erzgebirgsstadion          | 2 de noviembre | 2 de noviembre |
| Osnabrück        | –          | Duisburgo        | Bremer Brücke              | 2 de noviembre | 2 de noviembre |
| Hansa Rostock    | –          | Verl             | Ostseestadion              | 2 de noviembre | 2 de noviembre |
| Havelse          | –          | Wehen Wiesbaden  | Eilenriedestadion          | 2 de noviembre | 2 de noviembre |
| Alemannia Aachen | –          | Saarbrücken      | New Tivoli Stadion         | 2 de noviembre | 2 de noviembre |
| Rot-Weiss Essen  | –          | Schweinfurt 05   | Stadion an der Hafenstraße | 2 de noviembre | 2 de noviembre |
| 1860 Múnich      | –          | Energie Cottbus  | Grünwalder Stadion         | 2 de noviembre | 2 de noviembre |
| Hoffenheim II    | –          | Waldhof Mannheim | Dietmar-Hopp-Stadion       | 2 de noviembre | 2 de noviembre |

| Jornada 14      | Jornada 14 | Jornada 14       | Jornada 14                | Jornada 14     | Jornada 14     |
| Local           | Resultado  | Visitante        | Estadio                   | Fecha          | Hora           |
| --------------- | ---------- | ---------------- | ------------------------- | -------------- | -------------- |
| Saarbrücken     | –          | Havelse          | Ludwigsparkstadion        | 9 de noviembre | 9 de noviembre |
| Ingolstadt 04   | –          | Rot-Weiss Essen  | Audi Sportpark            | 9 de noviembre | 9 de noviembre |
| Stuttgart II    | –          | Alemannia Aachen | WIRmachenDRUCK Arena      | 9 de noviembre | 9 de noviembre |
| Ulm             | –          | Hansa Rostock    | Donaustadion              | 9 de noviembre | 9 de noviembre |
| Energie Cottbus | –          | Osnabrück        | LEAG Energie Stadion      | 9 de noviembre | 9 de noviembre |
| Wehen Wiesbaden | –          | Viktoria Colonia | BRITA-Arena               | 9 de noviembre | 9 de noviembre |
| Jahn Ratisbona  | –          | 1860 Múnich      | Jahnstadion Regensburg    | 9 de noviembre | 9 de noviembre |
| Duisburgo       | –          | Waldhof Mannheim | Schauinsland-Reisen-Arena | 9 de noviembre | 9 de noviembre |
| Verl            | –          | Erzgebirge Aue   | Sportclub Arena           | 9 de noviembre | 9 de noviembre |
| Schweinfurt 05  | –          | Hoffenheim II    | Sachs-Stadion             | 9 de noviembre | 9 de noviembre |

| Jornada 15       | Jornada 15 | Jornada 15      | Jornada 15                 | Jornada 15      | Jornada 15      |
| Local            | Resultado  | Visitante       | Estadio                    | Fecha           | Hora            |
| ---------------- | ---------- | --------------- | -------------------------- | --------------- | --------------- |
| Waldhof Mannheim | –          | Wehen Wiesbaden | Carl-Benz-Stadion          | 23 de noviembre | 23 de noviembre |
| Viktoria Colonia | –          | Verl            | Sportpark Höhenberg        | 23 de noviembre | 23 de noviembre |
| Erzgebirge Aue   | –          | Stuttgart II    | Erzgebirgsstadion          | 23 de noviembre | 23 de noviembre |
| Osnabrück        | –          | Ingolstadt 04   | Bremer Brücke              | 23 de noviembre | 23 de noviembre |
| Hansa Rostock    | –          | Schweinfurt 05  | Ostseestadion              | 23 de noviembre | 23 de noviembre |
| Havelse          | –          | Ulm             | Eilenriedestadion          | 23 de noviembre | 23 de noviembre |
| Alemannia Aachen | –          | Jahn Ratisbona  | New Tivoli Stadion         | 23 de noviembre | 23 de noviembre |
| Rot-Weiss Essen  | –          | Energie Cottbus | Stadion an der Hafenstraße | 23 de noviembre | 23 de noviembre |
| 1860 Múnich      | –          | Saarbrücken     | Grünwalder Stadion         | 23 de noviembre | 23 de noviembre |
| Hoffenheim II    | –          | Duisburgo       | Dietmar-Hopp-Stadion       | 23 de noviembre | 23 de noviembre |

| Jornada 16      | Jornada 16 | Jornada 16       | Jornada 16                | Jornada 16      | Jornada 16      |
| Local           | Resultado  | Visitante        | Estadio                   | Fecha           | Hora            |
| --------------- | ---------- | ---------------- | ------------------------- | --------------- | --------------- |
| Saarbrücken     | –          | Rot-Weiss Essen  | Ludwigsparkstadion        | 30 de noviembre | 30 de noviembre |
| Ingolstadt 04   | –          | Hoffenheim II    | Audi Sportpark            | 30 de noviembre | 30 de noviembre |
| Stuttgart II    | –          | Havelse          | WIRmachenDRUCK Arena      | 30 de noviembre | 30 de noviembre |
| Ulm             | –          | 1860 Múnich      | Donaustadion              | 30 de noviembre | 30 de noviembre |
| Energie Cottbus | –          | Viktoria Colonia | LEAG Energie Stadion      | 30 de noviembre | 30 de noviembre |
| Wehen Wiesbaden | –          | Erzgebirge Aue   | BRITA-Arena               | 30 de noviembre | 30 de noviembre |
| Jahn Ratisbona  | –          | Hansa Rostock    | Jahnstadion Regensburg    | 30 de noviembre | 30 de noviembre |
| Duisburgo       | –          | Alemannia Aachen | Schauinsland-Reisen-Arena | 30 de noviembre | 30 de noviembre |
| Verl            | –          | Osnabrück        | Sportclub Arena           | 30 de noviembre | 30 de noviembre |
| Schweinfurt 05  | –          | Waldhof Mannheim | Sachs-Stadion             | 30 de noviembre | 30 de noviembre |

| Jornada 17       | Jornada 17 | Jornada 17       | Jornada 17                 | Jornada 17     | Jornada 17     |
| Local            | Resultado  | Visitante        | Estadio                    | Fecha          | Hora           |
| ---------------- | ---------- | ---------------- | -------------------------- | -------------- | -------------- |
| Waldhof Mannheim | –          | Saarbrücken      | Carl-Benz-Stadion          | 7 de diciembre | 7 de diciembre |
| Viktoria Colonia | –          | Ulm              | Sportpark Höhenberg        | 7 de diciembre | 7 de diciembre |
| Erzgebirge Aue   | –          | Ingolstadt 04    | Erzgebirgsstadion          | 7 de diciembre | 7 de diciembre |
| Osnabrück        | –          | Wehen Wiesbaden  | Bremer Brücke              | 7 de diciembre | 7 de diciembre |
| Energie Cottbus  | –          | Duisburgo        | LEAG Energie Stadion       | 7 de diciembre | 7 de diciembre |
| Hansa Rostock    | –          | Alemannia Aachen | Ostseestadion              | 7 de diciembre | 7 de diciembre |
| Havelse          | –          | Verl             | Eilenriedestadion          | 7 de diciembre | 7 de diciembre |
| Rot-Weiss Essen  | –          | Stuttgart II     | Stadion an der Hafenstraße | 7 de diciembre | 7 de diciembre |
| 1860 Múnich      | –          | Schweinfurt 05   | Grünwalder Stadion         | 7 de diciembre | 7 de diciembre |
| Hoffenheim II    | –          | Jahn Ratisbona   | Dietmar-Hopp-Stadion       | 7 de diciembre | 7 de diciembre |

| Jornada 18       | Jornada 18 | Jornada 18       | Jornada 18                | Jornada 18      | Jornada 18      |
| Local            | Resultado  | Visitante        | Estadio                   | Fecha           | Hora            |
| ---------------- | ---------- | ---------------- | ------------------------- | --------------- | --------------- |
| Saarbrücken      | –          | Hoffenheim II    | Ludwigsparkstadion        | 14 de diciembre | 14 de diciembre |
| Ingolstadt 04    | –          | 1860 Múnich      | Audi Sportpark            | 14 de diciembre | 14 de diciembre |
| Stuttgart II     | –          | Hansa Rostock    | WIRmachenDRUCK Arena      | 14 de diciembre | 14 de diciembre |
| Ulm              | –          | Osnabrück        | Donaustadion              | 14 de diciembre | 14 de diciembre |
| Wehen Wiesbaden  | –          | Energie Cottbus  | BRITA-Arena               | 14 de diciembre | 14 de diciembre |
| Jahn Ratisbona   | –          | Waldhof Mannheim | Jahnstadion Regensburg    | 14 de diciembre | 14 de diciembre |
| Duisburgo        | –          | Erzgebirge Aue   | Schauinsland-Reisen-Arena | 14 de diciembre | 14 de diciembre |
| Alemannia Aachen | –          | Viktoria Colonia | New Tivoli Stadion        | 14 de diciembre | 14 de diciembre |
| Verl             | –          | Rot-Weiss Essen  | Sportclub Arena           | 14 de diciembre | 14 de diciembre |
| Schweinfurt 05   | –          | Havelse          | Sachs-Stadion             | 14 de diciembre | 14 de diciembre |

| Jornada 19       | Jornada 19 | Jornada 19       | Jornada 19                 | Jornada 19      | Jornada 19      |
| Local            | Resultado  | Visitante        | Estadio                    | Fecha           | Hora            |
| ---------------- | ---------- | ---------------- | -------------------------- | --------------- | --------------- |
| Waldhof Mannheim | –          | Ingolstadt 04    | Carl-Benz-Stadion          | 21 de diciembre | 21 de diciembre |
| Viktoria Colonia | –          | Duisburgo        | Sportpark Höhenberg        | 21 de diciembre | 21 de diciembre |
| Erzgebirge Aue   | –          | Schweinfurt 05   | Erzgebirgsstadion          | 21 de diciembre | 21 de diciembre |
| Osnabrück        | –          | Stuttgart II     | Bremer Brücke              | 21 de diciembre | 21 de diciembre |
| Energie Cottbus  | –          | Jahn Ratisbona   | LEAG Energie Stadion       | 21 de diciembre | 21 de diciembre |
| Hansa Rostock    | –          | Saarbrücken      | Ostseestadion              | 21 de diciembre | 21 de diciembre |
| Havelse          | –          | Alemannia Aachen | Eilenriedestadion          | 21 de diciembre | 21 de diciembre |
| Rot-Weiss Essen  | –          | Ulm              | Stadion an der Hafenstraße | 21 de diciembre | 21 de diciembre |
| 1860 Múnich      | –          | Verl             | Grünwalder Stadion         | 21 de diciembre | 21 de diciembre |
| Hoffenheim II    | –          | Wehen Wiesbaden  | Dietmar-Hopp-Stadion       | 21 de diciembre | 21 de diciembre |

### Segunda vuelta
| Jornada 20       | Jornada 20 | Jornada 20       | Jornada 20             | Jornada 20  | Jornada 20  |
| Local            | Resultado  | Visitante        | Estadio                | Fecha       | Hora        |
| ---------------- | ---------- | ---------------- | ---------------------- | ----------- | ----------- |
| Saarbrücken      | –          | Energie Cottbus  | Ludwigsparkstadion     | 18 de enero | 18 de enero |
| Stuttgart II     | –          | Duisburgo        | WIRmachenDRUCK Arena   | 18 de enero | 18 de enero |
| Ulm              | –          | Wehen Wiesbaden  | Donaustadion           | 18 de enero | 18 de enero |
| Hansa Rostock    | –          | Erzgebirge Aue   | Ostseestadion          | 18 de enero | 18 de enero |
| Jahn Ratisbona   | –          | Ingolstadt 04    | Jahnstadion Regensburg | 18 de enero | 18 de enero |
| Havelse          | –          | Hoffenheim II    | Eilenriedestadion      | 18 de enero | 18 de enero |
| Alemannia Aachen | –          | Osnabrück        | New Tivoli Stadion     | 18 de enero | 18 de enero |
| 1860 Múnich      | –          | Rot-Weiss Essen  | Grünwalder Stadion     | 18 de enero | 18 de enero |
| Verl             | –          | Waldhof Mannheim | Sportclub Arena        | 18 de enero | 18 de enero |
| Schweinfurt 05   | –          | Viktoria Colonia | Sachs-Stadion          | 18 de enero | 18 de enero |

| Jornada 21       | Jornada 21 | Jornada 21       | Jornada 21                 | Jornada 21  | Jornada 21  |
| Local            | Resultado  | Visitante        | Estadio                    | Fecha       | Hora        |
| ---------------- | ---------- | ---------------- | -------------------------- | ----------- | ----------- |
| Waldhof Mannheim | –          | Hansa Rostock    | Carl-Benz-Stadion          | 25 de enero | 25 de enero |
| Ingolstadt 04    | –          | Stuttgart II     | Audi Sportpark             | 25 de enero | 25 de enero |
| Viktoria Colonia | –          | Saarbrücken      | Sportpark Höhenberg        | 25 de enero | 25 de enero |
| Erzgebirge Aue   | –          | Ulm              | Erzgebirgsstadion          | 25 de enero | 25 de enero |
| Osnabrück        | –          | 1860 Múnich      | Bremer Brücke              | 25 de enero | 25 de enero |
| Energie Cottbus  | –          | Schweinfurt 05   | LEAG Energie Stadion       | 25 de enero | 25 de enero |
| Wehen Wiesbaden  | –          | Verl             | BRITA-Arena                | 25 de enero | 25 de enero |
| Duisburgo        | –          | Jahn Ratisbona   | Schauinsland-Reisen-Arena  | 25 de enero | 25 de enero |
| Rot-Weiss Essen  | –          | Havelse          | Stadion an der Hafenstraße | 25 de enero | 25 de enero |
| Hoffenheim II    | –          | Alemannia Aachen | Dietmar-Hopp-Stadion       | 25 de enero | 25 de enero |

| Jornada 22       | Jornada 22 | Jornada 22       | Jornada 22                 | Jornada 22   | Jornada 22   |
| Local            | Resultado  | Visitante        | Estadio                    | Fecha        | Hora         |
| ---------------- | ---------- | ---------------- | -------------------------- | ------------ | ------------ |
| Saarbrücken      | –          | Osnabrück        | Ludwigsparkstadion         | 1 de febrero | 1 de febrero |
| Viktoria Colonia | –          | Waldhof Mannheim | Sportpark Höhenberg        | 1 de febrero | 1 de febrero |
| Ulm              | –          | Duisburgo        | Donaustadion               | 1 de febrero | 1 de febrero |
| Energie Cottbus  | –          | Hoffenheim II    | LEAG Energie Stadion       | 1 de febrero | 1 de febrero |
| Hansa Rostock    | –          | Ingolstadt 04    | Ostseestadion              | 1 de febrero | 1 de febrero |
| Havelse          | –          | Erzgebirge Aue   | Eilenriedestadion          | 1 de febrero | 1 de febrero |
| Rot-Weiss Essen  | –          | Wehen Wiesbaden  | Stadion an der Hafenstraße | 1 de febrero | 1 de febrero |
| 1860 Múnich      | –          | Alemannia Aachen | Grünwalder Stadion         | 1 de febrero | 1 de febrero |
| Verl             | –          | Stuttgart II     | Sportclub Arena            | 1 de febrero | 1 de febrero |
| Schweinfurt 05   | –          | Jahn Ratisbona   | Sachs-Stadion              | 1 de febrero | 1 de febrero |

| Jornada 23       | Jornada 23 | Jornada 23       | Jornada 23                | Jornada 23   | Jornada 23   |
| Local            | Resultado  | Visitante        | Estadio                   | Fecha        | Hora         |
| ---------------- | ---------- | ---------------- | ------------------------- | ------------ | ------------ |
| Waldhof Mannheim | –          | Ulm              | Carl-Benz-Stadion         | 8 de febrero | 8 de febrero |
| Ingolstadt 04    | –          | Energie Cottbus  | Audi Sportpark            | 8 de febrero | 8 de febrero |
| Stuttgart II     | –          | 1860 Múnich      | WIRmachenDRUCK Arena      | 8 de febrero | 8 de febrero |
| Erzgebirge Aue   | –          | Saarbrücken      | Erzgebirgsstadion         | 8 de febrero | 8 de febrero |
| Osnabrück        | –          | Havelse          | Bremer Brücke             | 8 de febrero | 8 de febrero |
| Wehen Wiesbaden  | –          | Schweinfurt 05   | BRITA-Arena               | 8 de febrero | 8 de febrero |
| Jahn Ratisbona   | –          | Viktoria Colonia | Jahnstadion Regensburg    | 8 de febrero | 8 de febrero |
| Duisburgo        | –          | Verl             | Schauinsland-Reisen-Arena | 8 de febrero | 8 de febrero |
| Alemannia Aachen | –          | Rot-Weiss Essen  | New Tivoli Stadion        | 8 de febrero | 8 de febrero |
| Hoffenheim II    | –          | Hansa Rostock    | Dietmar-Hopp-Stadion      | 8 de febrero | 8 de febrero |

| Jornada 24       | Jornada 24 | Jornada 24       | Jornada 24                 | Jornada 24    | Jornada 24    |
| Local            | Resultado  | Visitante        | Estadio                    | Fecha         | Hora          |
| ---------------- | ---------- | ---------------- | -------------------------- | ------------- | ------------- |
| Saarbrücken      | –          | Stuttgart II     | Ludwigsparkstadion         | 15 de febrero | 15 de febrero |
| Viktoria Colonia | –          | Erzgebirge Aue   | Sportpark Höhenberg        | 15 de febrero | 15 de febrero |
| Ulm              | –          | Alemannia Aachen | Donaustadion               | 15 de febrero | 15 de febrero |
| Energie Cottbus  | –          | Waldhof Mannheim | LEAG Energie Stadion       | 15 de febrero | 15 de febrero |
| Hansa Rostock    | –          | Osnabrück        | Ostseestadion              | 15 de febrero | 15 de febrero |
| Wehen Wiesbaden  | –          | Duisburgo        | BRITA-Arena                | 15 de febrero | 15 de febrero |
| Havelse          | –          | 1860 Múnich      | Eilenriedestadion          | 15 de febrero | 15 de febrero |
| Rot-Weiss Essen  | –          | Jahn Ratisbona   | Stadion an der Hafenstraße | 15 de febrero | 15 de febrero |
| Verl             | –          | Hoffenheim II    | Sportclub Arena            | 15 de febrero | 15 de febrero |
| Schweinfurt 05   | –          | Ingolstadt 04    | Sachs-Stadion              | 15 de febrero | 15 de febrero |

| Jornada 25       | Jornada 25 | Jornada 25       | Jornada 25                | Jornada 25    | Jornada 25    |
| Local            | Resultado  | Visitante        | Estadio                   | Fecha         | Hora          |
| ---------------- | ---------- | ---------------- | ------------------------- | ------------- | ------------- |
| Ingolstadt 04    | –          | Havelse          | Audi Sportpark            | 22 de febrero | 22 de febrero |
| Stuttgart II     | –          | Waldhof Mannheim | WIRmachenDRUCK Arena      | 22 de febrero | 22 de febrero |
| Ulm              | –          | Saarbrücken      | Donaustadion              | 22 de febrero | 22 de febrero |
| Erzgebirge Aue   | –          | Energie Cottbus  | Erzgebirgsstadion         | 22 de febrero | 22 de febrero |
| Osnabrück        | –          | Rot-Weiss Essen  | Bremer Brücke             | 22 de febrero | 22 de febrero |
| Jahn Ratisbona   | –          | Wehen Wiesbaden  | Jahnstadion Regensburg    | 22 de febrero | 22 de febrero |
| Duisburgo        | –          | Schweinfurt 05   | Schauinsland-Reisen-Arena | 22 de febrero | 22 de febrero |
| Alemannia Aachen | –          | Verl             | New Tivoli Stadion        | 22 de febrero | 22 de febrero |
| 1860 Múnich      | –          | Hansa Rostock    | Grünwalder Stadion        | 22 de febrero | 22 de febrero |
| Hoffenheim II    | –          | Viktoria Colonia | Dietmar-Hopp-Stadion      | 22 de febrero | 22 de febrero |

| Jornada 26       | Jornada 26 | Jornada 26       | Jornada 26                | Jornada 26 | Jornada 26 |
| Local            | Resultado  | Visitante        | Estadio                   | Fecha      | Hora       |
| ---------------- | ---------- | ---------------- | ------------------------- | ---------- | ---------- |
| Waldhof Mannheim | –          | Alemannia Aachen | Carl-Benz-Stadion         | 1 de marzo | 1 de marzo |
| Viktoria Colonia | –          | Stuttgart II     | Sportpark Höhenberg       | 1 de marzo | 1 de marzo |
| Erzgebirge Aue   | –          | Osnabrück        | Erzgebirgsstadion         | 1 de marzo | 1 de marzo |
| Energie Cottbus  | –          | Verl             | LEAG Energie Stadion      | 1 de marzo | 1 de marzo |
| Hansa Rostock    | –          | Rot-Weiss Essen  | Ostseestadion             | 1 de marzo | 1 de marzo |
| Wehen Wiesbaden  | –          | Ingolstadt 04    | BRITA-Arena               | 1 de marzo | 1 de marzo |
| Jahn Ratisbona   | –          | Ulm              | Jahnstadion Regensburg    | 1 de marzo | 1 de marzo |
| Duisburgo        | –          | Havelse          | Schauinsland-Reisen-Arena | 1 de marzo | 1 de marzo |
| Hoffenheim II    | –          | 1860 Múnich      | Dietmar-Hopp-Stadion      | 1 de marzo | 1 de marzo |
| Schweinfurt 05   | –          | Saarbrücken      | Sachs-Stadion             | 1 de marzo | 1 de marzo |

| Jornada 27       | Jornada 27 | Jornada 27       | Jornada 27                 | Jornada 27 | Jornada 27 |
| Local            | Resultado  | Visitante        | Estadio                    | Fecha      | Hora       |
| ---------------- | ---------- | ---------------- | -------------------------- | ---------- | ---------- |
| Saarbrücken      | –          | Wehen Wiesbaden  | Ludwigsparkstadion         | 4 de marzo | 4 de marzo |
| Ingolstadt 04    | –          | Duisburgo        | Audi Sportpark             | 4 de marzo | 4 de marzo |
| Stuttgart II     | –          | Energie Cottbus  | WIRmachenDRUCK Arena       | 4 de marzo | 4 de marzo |
| Ulm              | –          | Hoffenheim II    | Donaustadion               | 4 de marzo | 4 de marzo |
| Osnabrück        | –          | Viktoria Colonia | Bremer Brücke              | 4 de marzo | 4 de marzo |
| Havelse          | –          | Hansa Rostock    | Eilenriedestadion          | 4 de marzo | 4 de marzo |
| Alemannia Aachen | –          | Schweinfurt 05   | New Tivoli Stadion         | 4 de marzo | 4 de marzo |
| Rot-Weiss Essen  | –          | Waldhof Mannheim | Stadion an der Hafenstraße | 4 de marzo | 4 de marzo |
| 1860 Múnich      | –          | Erzgebirge Aue   | Grünwalder Stadion         | 4 de marzo | 4 de marzo |
| Verl             | –          | Jahn Ratisbona   | Sportclub Arena            | 4 de marzo | 4 de marzo |

| Jornada 28       | Jornada 28 | Jornada 28       | Jornada 28                | Jornada 28 | Jornada 28 |
| Local            | Resultado  | Visitante        | Estadio                   | Fecha      | Hora       |
| ---------------- | ---------- | ---------------- | ------------------------- | ---------- | ---------- |
| Waldhof Mannheim | –          | Havelse          | Carl-Benz-Stadion         | 8 de marzo | 8 de marzo |
| Ingolstadt 04    | –          | Verl             | Audi Sportpark            | 8 de marzo | 8 de marzo |
| Viktoria Colonia | –          | 1860 Múnich      | Sportpark Höhenberg       | 8 de marzo | 8 de marzo |
| Erzgebirge Aue   | –          | Alemannia Aachen | Erzgebirgsstadion         | 8 de marzo | 8 de marzo |
| Energie Cottbus  | –          | Hansa Rostock    | LEAG Energie Stadion      | 8 de marzo | 8 de marzo |
| Wehen Wiesbaden  | –          | Stuttgart II     | BRITA-Arena               | 8 de marzo | 8 de marzo |
| Jahn Ratisbona   | –          | Osnabrück        | Jahnstadion Regensburg    | 8 de marzo | 8 de marzo |
| Duisburgo        | –          | Saarbrücken      | Schauinsland-Reisen-Arena | 8 de marzo | 8 de marzo |
| Hoffenheim II    | –          | Rot-Weiss Essen  | Dietmar-Hopp-Stadion      | 8 de marzo | 8 de marzo |
| Schweinfurt 05   | –          | Ulm              | Sachs-Stadion             | 8 de marzo | 8 de marzo |

| Jornada 29       | Jornada 29 | Jornada 29       | Jornada 29                 | Jornada 29  | Jornada 29  |
| Local            | Resultado  | Visitante        | Estadio                    | Fecha       | Hora        |
| ---------------- | ---------- | ---------------- | -------------------------- | ----------- | ----------- |
| Saarbrücken      | –          | Jahn Ratisbona   | Ludwigsparkstadion         | 15 de marzo | 15 de marzo |
| Stuttgart II     | –          | Hoffenheim II    | WIRmachenDRUCK Arena       | 15 de marzo | 15 de marzo |
| Ulm              | –          | Ingolstadt 04    | Donaustadion               | 15 de marzo | 15 de marzo |
| Osnabrück        | –          | Waldhof Mannheim | Bremer Brücke              | 15 de marzo | 15 de marzo |
| Hansa Rostock    | –          | Duisburgo        | Ostseestadion              | 15 de marzo | 15 de marzo |
| Havelse          | –          | Viktoria Colonia | Eilenriedestadion          | 15 de marzo | 15 de marzo |
| Alemannia Aachen | –          | Energie Cottbus  | New Tivoli Stadion         | 15 de marzo | 15 de marzo |
| Rot-Weiss Essen  | –          | Erzgebirge Aue   | Stadion an der Hafenstraße | 15 de marzo | 15 de marzo |
| 1860 Múnich      | –          | Wehen Wiesbaden  | Grünwalder Stadion         | 15 de marzo | 15 de marzo |
| Verl             | –          | Schweinfurt 05   | Sportclub Arena            | 15 de marzo | 15 de marzo |

| Jornada 30       | Jornada 30 | Jornada 30       | Jornada 30                | Jornada 30  | Jornada 30  |
| Local            | Resultado  | Visitante        | Estadio                   | Fecha       | Hora        |
| ---------------- | ---------- | ---------------- | ------------------------- | ----------- | ----------- |
| Waldhof Mannheim | –          | Erzgebirge Aue   | Carl-Benz-Stadion         | 22 de marzo | 22 de marzo |
| Ingolstadt 04    | –          | Alemannia Aachen | Audi Sportpark            | 22 de marzo | 22 de marzo |
| Viktoria Colonia | –          | Rot-Weiss Essen  | Sportpark Höhenberg       | 22 de marzo | 22 de marzo |
| Energie Cottbus  | –          | Ulm              | LEAG Energie Stadion      | 22 de marzo | 22 de marzo |
| Wehen Wiesbaden  | –          | Hansa Rostock    | BRITA-Arena               | 22 de marzo | 22 de marzo |
| Jahn Ratisbona   | –          | Havelse          | Jahnstadion Regensburg    | 22 de marzo | 22 de marzo |
| Duisburgo        | –          | 1860 Múnich      | Schauinsland-Reisen-Arena | 22 de marzo | 22 de marzo |
| Hoffenheim II    | –          | Osnabrück        | Dietmar-Hopp-Stadion      | 22 de marzo | 22 de marzo |
| Verl             | –          | Saarbrücken      | Sportclub Arena           | 22 de marzo | 22 de marzo |
| Schweinfurt 05   | –          | Stuttgart II     | Sachs-Stadion             | 22 de marzo | 22 de marzo |

| Jornada 31       | Jornada 31 | Jornada 31       | Jornada 31                 | Jornada 31 | Jornada 31 |
| Local            | Resultado  | Visitante        | Estadio                    | Fecha      | Hora       |
| ---------------- | ---------- | ---------------- | -------------------------- | ---------- | ---------- |
| Saarbrücken      | –          | Ingolstadt 04    | Ludwigsparkstadion         | 5 de abril | 5 de abril |
| Stuttgart II     | –          | Jahn Ratisbona   | WIRmachenDRUCK Arena       | 5 de abril | 5 de abril |
| Ulm              | –          | Verl             | Donaustadion               | 5 de abril | 5 de abril |
| Osnabrück        | –          | Schweinfurt 05   | Bremer Brücke              | 5 de abril | 5 de abril |
| Hansa Rostock    | –          | Viktoria Colonia | Ostseestadion              | 5 de abril | 5 de abril |
| Havelse          | –          | Energie Cottbus  | Eilenriedestadion          | 5 de abril | 5 de abril |
| Alemannia Aachen | –          | Wehen Wiesbaden  | New Tivoli Stadion         | 5 de abril | 5 de abril |
| Rot-Weiss Essen  | –          | Duisburgo        | Stadion an der Hafenstraße | 5 de abril | 5 de abril |
| 1860 Múnich      | –          | Waldhof Mannheim | Grünwalder Stadion         | 5 de abril | 5 de abril |
| Erzgebirge Aue   | –          | Hoffenheim II    | Erzgebirgsstadion          | 5 de abril | 5 de abril |

| Jornada 32       | Jornada 32 | Jornada 32       | Jornada 32                | Jornada 32 | Jornada 32 |
| Local            | Resultado  | Visitante        | Estadio                   | Fecha      | Hora       |
| ---------------- | ---------- | ---------------- | ------------------------- | ---------- | ---------- |
| Saarbrücken      | –          | Alemannia Aachen | Ludwigsparkstadion        | 8 de abril | 8 de abril |
| Waldhof Mannheim | –          | Hoffenheim II    | Carl-Benz-Stadion         | 8 de abril | 8 de abril |
| Ingolstadt 04    | –          | Viktoria Colonia | Audi Sportpark            | 8 de abril | 8 de abril |
| Stuttgart II     | –          | Ulm              | WIRmachenDRUCK Arena      | 8 de abril | 8 de abril |
| Energie Cottbus  | –          | 1860 Múnich      | LEAG Energie Stadion      | 8 de abril | 8 de abril |
| Wehen Wiesbaden  | –          | Havelse          | BRITA-Arena               | 8 de abril | 8 de abril |
| Jahn Ratisbona   | –          | Erzgebirge Aue   | Jahnstadion Regensburg    | 8 de abril | 8 de abril |
| Duisburgo        | –          | Osnabrück        | Schauinsland-Reisen-Arena | 8 de abril | 8 de abril |
| Verl             | –          | Hansa Rostock    | Sportclub Arena           | 8 de abril | 8 de abril |
| Schweinfurt 05   | –          | Rot-Weiss Essen  | Sachs-Stadion             | 8 de abril | 8 de abril |

| Jornada 33       | Jornada 33 | Jornada 33      | Jornada 33                 | Jornada 33  | Jornada 33  |
| Local            | Resultado  | Visitante       | Estadio                    | Fecha       | Hora        |
| ---------------- | ---------- | --------------- | -------------------------- | ----------- | ----------- |
| Waldhof Mannheim | –          | Duisburgo       | Carl-Benz-Stadion          | 12 de abril | 12 de abril |
| Viktoria Colonia | –          | Wehen Wiesbaden | Sportpark Höhenberg        | 12 de abril | 12 de abril |
| Erzgebirge Aue   | –          | Verl            | Erzgebirgsstadion          | 12 de abril | 12 de abril |
| Osnabrück        | –          | Energie Cottbus | Bremer Brücke              | 12 de abril | 12 de abril |
| Hansa Rostock    | –          | Ulm             | Ostseestadion              | 12 de abril | 12 de abril |
| Havelse          | –          | Saarbrücken     | Eilenriedestadion          | 12 de abril | 12 de abril |
| Alemannia Aachen | –          | Stuttgart II    | New Tivoli Stadion         | 12 de abril | 12 de abril |
| Rot-Weiss Essen  | –          | Ingolstadt 04   | Stadion an der Hafenstraße | 12 de abril | 12 de abril |
| 1860 Múnich      | –          | Jahn Ratisbona  | Grünwalder Stadion         | 12 de abril | 12 de abril |
| Hoffenheim II    | –          | Schweinfurt 05  | Dietmar-Hopp-Stadion       | 12 de abril | 12 de abril |

| Jornada 34      | Jornada 34 | Jornada 34       | Jornada 34                | Jornada 34  | Jornada 34  |
| Local           | Resultado  | Visitante        | Estadio                   | Fecha       | Hora        |
| --------------- | ---------- | ---------------- | ------------------------- | ----------- | ----------- |
| Saarbrücken     | –          | 1860 Múnich      | Ludwigsparkstadion        | 19 de abril | 19 de abril |
| Ingolstadt 04   | –          | Osnabrück        | Audi Sportpark            | 19 de abril | 19 de abril |
| Stuttgart II    | –          | Erzgebirge Aue   | WIRmachenDRUCK Arena      | 19 de abril | 19 de abril |
| Ulm             | –          | Havelse          | Donaustadion              | 19 de abril | 19 de abril |
| Energie Cottbus | –          | Rot-Weiss Essen  | LEAG Energie Stadion      | 19 de abril | 19 de abril |
| Wehen Wiesbaden | –          | Waldhof Mannheim | BRITA-Arena               | 19 de abril | 19 de abril |
| Jahn Ratisbona  | –          | Alemannia Aachen | Jahnstadion Regensburg    | 19 de abril | 19 de abril |
| Duisburgo       | –          | Hoffenheim II    | Schauinsland-Reisen-Arena | 19 de abril | 19 de abril |
| Verl            | –          | Viktoria Colonia | Sportclub Arena           | 19 de abril | 19 de abril |
| Schweinfurt 05  | –          | Hansa Rostock    | Sachs-Stadion             | 19 de abril | 19 de abril |

| Jornada 35       | Jornada 35 | Jornada 35      | Jornada 35                 | Jornada 35  | Jornada 35  |
| Local            | Resultado  | Visitante       | Estadio                    | Fecha       | Hora        |
| ---------------- | ---------- | --------------- | -------------------------- | ----------- | ----------- |
| Waldhof Mannheim | –          | Schweinfurt 05  | Carl-Benz-Stadion          | 26 de abril | 26 de abril |
| Viktoria Colonia | –          | Energie Cottbus | Sportpark Höhenberg        | 26 de abril | 26 de abril |
| Erzgebirge Aue   | –          | Wehen Wiesbaden | Erzgebirgsstadion          | 26 de abril | 26 de abril |
| Osnabrück        | –          | Verl            | Bremer Brücke              | 26 de abril | 26 de abril |
| Hansa Rostock    | –          | Jahn Ratisbona  | Ostseestadion              | 26 de abril | 26 de abril |
| Havelse          | –          | Stuttgart II    | Eilenriedestadion          | 26 de abril | 26 de abril |
| Alemannia Aachen | –          | Duisburgo       | New Tivoli Stadion         | 26 de abril | 26 de abril |
| Rot-Weiss Essen  | –          | Saarbrücken     | Stadion an der Hafenstraße | 26 de abril | 26 de abril |
| 1860 Múnich      | –          | Ulm             | Grünwalder Stadion         | 26 de abril | 26 de abril |
| Hoffenheim II    | –          | Ingolstadt 04   | Dietmar-Hopp-Stadion       | 26 de abril | 26 de abril |

| Jornada 36       | Jornada 36 | Jornada 36       | Jornada 36                | Jornada 36 | Jornada 36 |
| Local            | Resultado  | Visitante        | Estadio                   | Fecha      | Hora       |
| ---------------- | ---------- | ---------------- | ------------------------- | ---------- | ---------- |
| Saarbrücken      | –          | Waldhof Mannheim | Ludwigsparkstadion        | 3 de mayo  | 3 de mayo  |
| Ingolstadt 04    | –          | Erzgebirge Aue   | Audi Sportpark            | 3 de mayo  | 3 de mayo  |
| Stuttgart II     | –          | Rot-Weiss Essen  | WIRmachenDRUCK Arena      | 3 de mayo  | 3 de mayo  |
| Ulm              | –          | Viktoria Colonia | Donaustadion              | 3 de mayo  | 3 de mayo  |
| Wehen Wiesbaden  | –          | Osnabrück        | BRITA-Arena               | 3 de mayo  | 3 de mayo  |
| Jahn Ratisbona   | –          | Hoffenheim II    | Jahnstadion Regensburg    | 3 de mayo  | 3 de mayo  |
| Duisburgo        | –          | Energie Cottbus  | Schauinsland-Reisen-Arena | 3 de mayo  | 3 de mayo  |
| Alemannia Aachen | –          | Hansa Rostock    | New Tivoli Stadion        | 3 de mayo  | 3 de mayo  |
| Verl             | –          | Havelse          | Sportclub Arena           | 3 de mayo  | 3 de mayo  |
| Schweinfurt 05   | –          | 1860 Múnich      | Sachs-Stadion             | 3 de mayo  | 3 de mayo  |

| Jornada 37       | Jornada 37 | Jornada 37       | Jornada 37                 | Jornada 37 | Jornada 37 |
| Local            | Resultado  | Visitante        | Estadio                    | Fecha      | Hora       |
| ---------------- | ---------- | ---------------- | -------------------------- | ---------- | ---------- |
| Waldhof Mannheim | –          | Jahn Ratisbona   | Carl-Benz-Stadion          | 10 de mayo | 10 de mayo |
| Viktoria Colonia | –          | Alemannia Aachen | Sportpark Höhenberg        | 10 de mayo | 10 de mayo |
| Erzgebirge Aue   | –          | Duisburgo        | Erzgebirgsstadion          | 10 de mayo | 10 de mayo |
| Osnabrück        | –          | Ulm              | Bremer Brücke              | 10 de mayo | 10 de mayo |
| Energie Cottbus  | –          | Wehen Wiesbaden  | LEAG Energie Stadion       | 10 de mayo | 10 de mayo |
| Hansa Rostock    | –          | Stuttgart II     | Ostseestadion              | 10 de mayo | 10 de mayo |
| Havelse          | –          | Schweinfurt 05   | Eilenriedestadion          | 10 de mayo | 10 de mayo |
| Rot-Weiss Essen  | –          | Verl             | Stadion an der Hafenstraße | 10 de mayo | 10 de mayo |
| 1860 Múnich      | –          | Ingolstadt 04    | Grünwalder Stadion         | 10 de mayo | 10 de mayo |
| Hoffenheim II    | –          | Saarbrücken      | Dietmar-Hopp-Stadion       | 10 de mayo | 10 de mayo |

| Jornada 38       | Jornada 38 | Jornada 38       | Jornada 38                | Jornada 38 | Jornada 38 |
| Local            | Resultado  | Visitante        | Estadio                   | Fecha      | Hora       |
| ---------------- | ---------- | ---------------- | ------------------------- | ---------- | ---------- |
| Saarbrücken      | –          | Hansa Rostock    | Ludwigsparkstadion        | 16 de mayo | 13:30      |
| Ingolstadt 04    | –          | Waldhof Mannheim | Audi Sportpark            | 16 de mayo | 13:30      |
| Stuttgart II     | –          | Osnabrück        | WIRmachenDRUCK Arena      | 16 de mayo | 13:30      |
| Ulm              | –          | Rot-Weiss Essen  | Donaustadion              | 16 de mayo | 13:30      |
| Wehen Wiesbaden  | –          | Hoffenheim II    | BRITA-Arena               | 16 de mayo | 13:30      |
| Jahn Ratisbona   | –          | Energie Cottbus  | Jahnstadion Regensburg    | 16 de mayo | 13:30      |
| Duisburgo        | –          | Viktoria Colonia | Schauinsland-Reisen-Arena | 16 de mayo | 13:30      |
| Alemannia Aachen | –          | Havelse          | New Tivoli Stadion        | 16 de mayo | 13:30      |
| Verl             | –          | 1860 Múnich      | Sportclub Arena           | 16 de mayo | 13:30      |
| Schweinfurt 05   | –          | Erzgebirge Aue   | Sachs-Stadion             | 16 de mayo | 13:30      |

### Campeón
|                                                    |
| Bandera de ?                                       |
| Por definir ?.º título Ascendió a la 2. Bundesliga |
| También ascendió TBD como subcampeón.              |

## Play-off de ascenso
Los horarios corresponden al huso horario de Alemania (Hora central europea): UTC+2 en horario de verano.
| Ida; mayo de 2026 |  | vs. |  |  |  |

| Vuelta; mayo de 2026 |  | vs. |  |  |  |